# Kurol

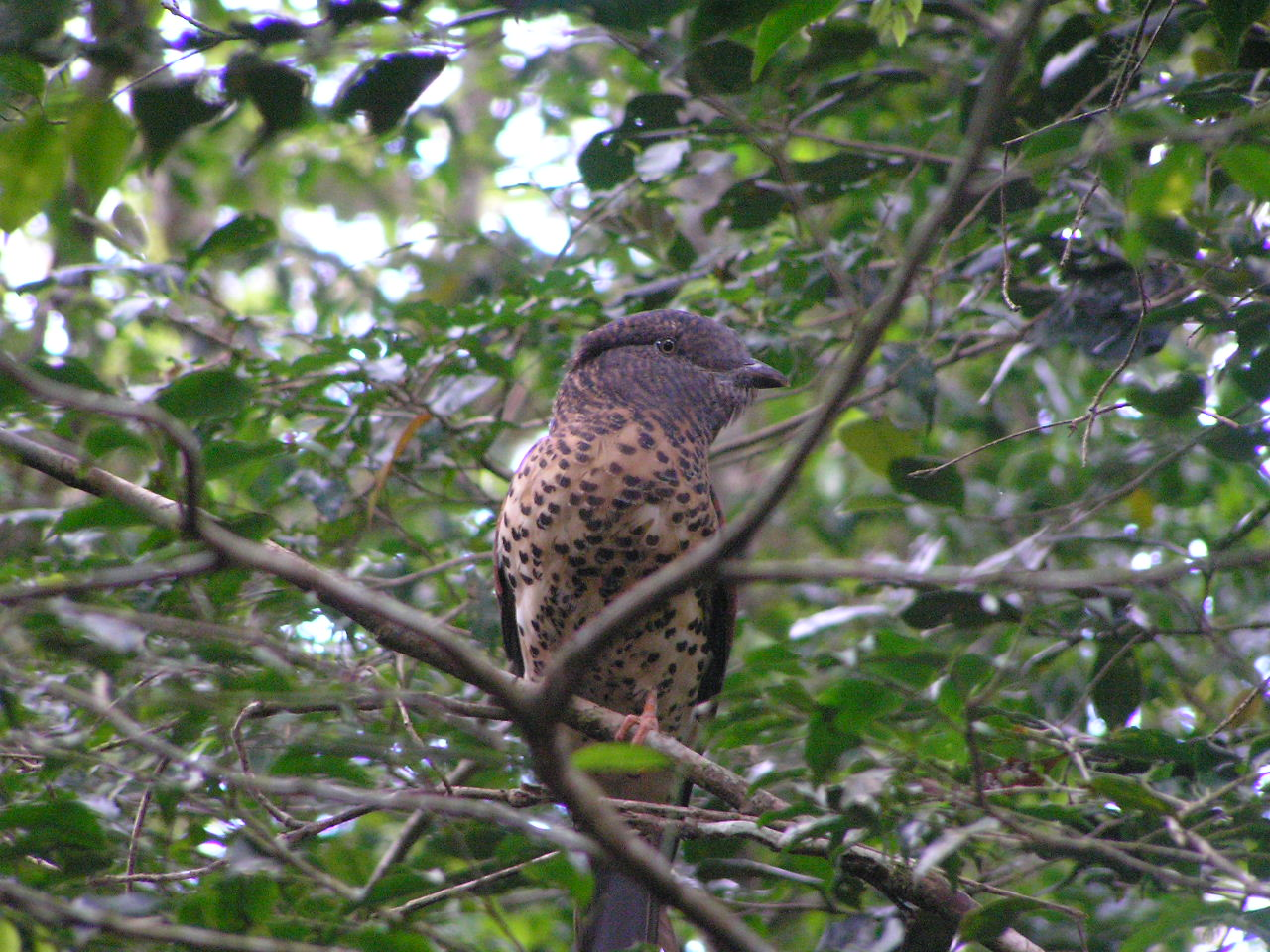
A kurol tojója

A kurol vagy kakukkszalakóta (Leptosomus discolor) a madarak osztályába tartozó kurolfélék (Leptosomidae) családjába tartozó egyetlen faj. Az újabb rendszertanok önálló rendbe is sorolják, a kurolalakúak (Leptosomatiformes) rendjébe (korábban a szalakótaalakúak rendjébe sorolták).

## Előfordulása
Madagaszkár és a Comore-szigeteken honos. Erdőkben, fákon élő faj.

## Alfajai
- Leptosomus discolor discolor - Madagaszkár teljes területén, továbbá Mayotte szigetén és a Comore-szigetek közé tartozó Mohéli szigeten él.
- Leptosomus discolor gracilis - a Grand Comoro szigeten őshonos
- Leptosomus discolor intermedius - Anjouan szigetén honos.

## Megjelenés
Testhossza 42-45 centiméter. A hím háta, szárnya és farka zöldeslila, hasa fehér, feje világos szürke színű. A tojó vörhenyesbarna, feje barnán foltos, farka vörös, hasa krémszínű alapon feketével pettyezett. A csőr mindkét ivarnál szürke. A hím lába piros, a tojóé barna.
A tojó barnás testével és petyezett hasoldalával emlékeztet a kakukk tojójára. Emiatt kapta a faj a kakukkszalakóta nevet. A kurol a bennszülöttek által használt neve, melyet átvett a tudomány is.

## Életmódja
Korábban nemigen kutatott faj volt, így életmódjának legtöbb sajátosságára csak az utóbbi időkben derült fény. Elsősorban apróbb állatokkal (hernyókkal, rovarokkal) táplálkozik, de elfog apróbb testű kaméleon fajokat is. Általában csendes üldögél egy alkalmas ponton és várja a zsákmány felbukkanását. Ha észrevesz valahol egy megmozduló rovart a lombok között, akkor légykapószerű ráröppenéssel kapja el.

## Szaporodása
A szaporodási időszaka a Comore-szigeteken szeptemberben, míg Madagaszkáron csak jóval később, novemberben kezdődik. Magasan, 4-6 méterre a talajtól található faodvakba készíti el fészkét. Költésenként 2 krémsárga tojást rak, melyen 20 napig kotlanak a szülők.

## Természetvédelmi helyzete
Maga a faj nem számít veszélyeztetettnek, Madagaszkáron még elég nagy állományai élnek. A Grand Comoro szigeten őshonos Leptosomus discolor gracilis alfaj, azonban nagyon megritkult, becsült egyedszáma 100 pár körül van csak.